# Pavie
Pavie è un comune francese di 2 542 abitanti situato nel dipartimento del Gers, nella regione Occitania. Anche nota in italiano col toponimo di Pavia di Francia, si trova alla confluenza dei fiumi Gers, Sousson e Cédon.

## Storia

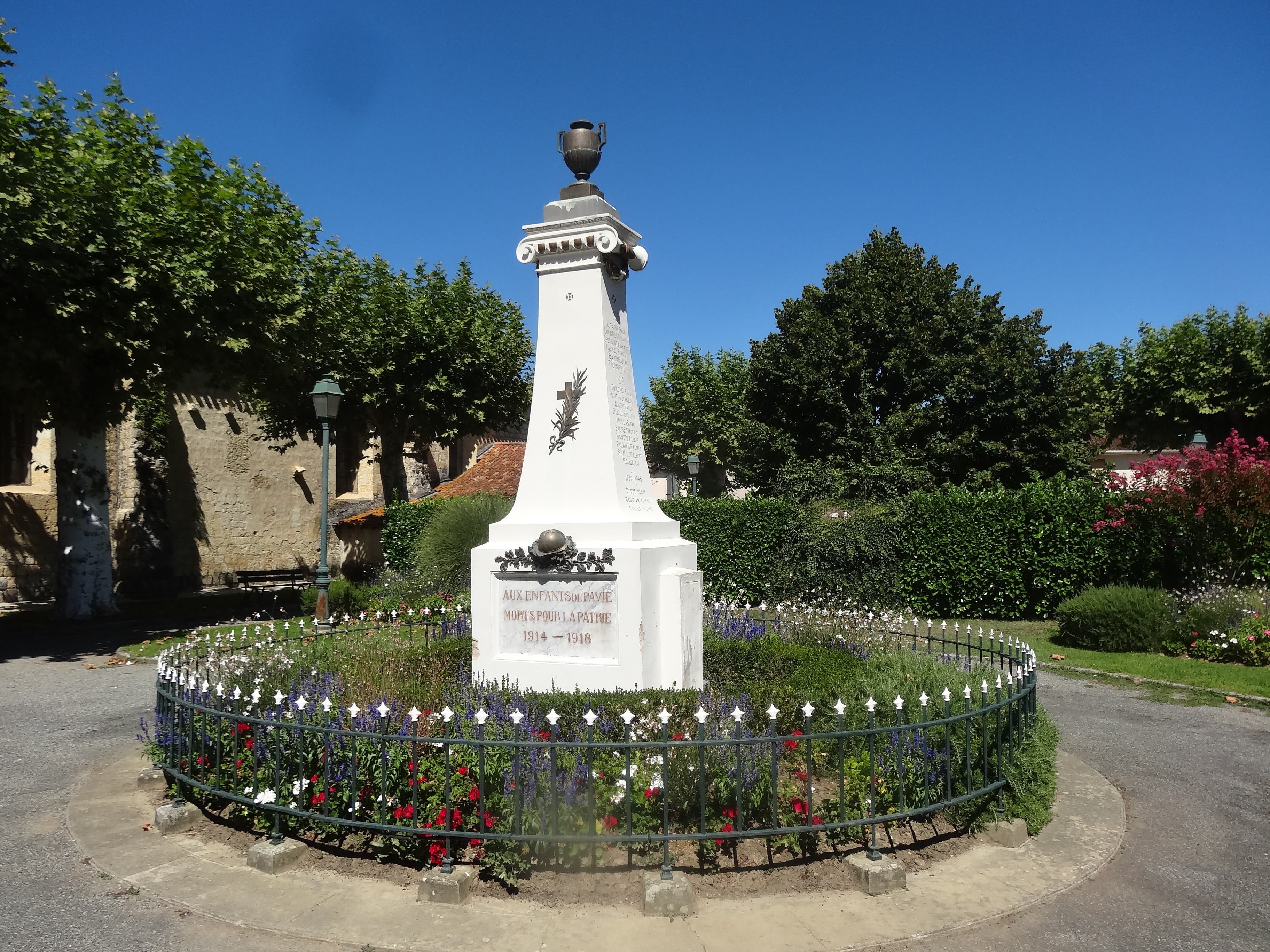
Monumento ai caduti di Pavie.

L'occupazione del sito di Pavie risale alla preistoria, come provato dai reperti che si trovano regolarmente intorno all'abitato.
Pavie fu fondata il 5 maggio 1281, in un'epoca in cui la costruzione delle bastide era molto frequente nel sud-ovest della Francia. Essa è sorella gemella di Mirande, che nacque nel medesimo giorno per la volontà degli stessi paréager: il siniscalco di Tolosa, Eustache de Beaumarchais, e l'abate cistercense di Berdoues, sulle terre del quale fu costruita.
Pavie presenta la pianta caratteristica delle fondazioni del siniscalco: essa fu organizzata secondo due assi perpendicolari le cui vie principali e secondarie determinano degli isolati quadrati regolari. Se Mirande prosperò rapidamente, l'urbanizzazione di Pavie soffrì della vicinanza di Auch. La sua espansione è molto recente e data dagli anni 1960-1970. Se Auch, la grande rivale, le diede a lungo ombra, da allora essa favorisce piuttosto il suo sviluppo.

## Società

### Evoluzione demografica
Abitanti censiti